# Karen Haceanov
Karén Abgárovici Haceánov (n. 21 mai 1996, Moscova, Rusia) este un jucător profesionist de tenis din Rusia. A câștigat patru titluri ATP la simplu, inclusiv titlul de Masters de la Paris din 2018. Cea mai bună clasare a carierei a fost locul 8 mondial (15 iulie 2019). 
Se antrenează la academia de tenis din Barcelona.

## Viața personală
Este căsătorit din 2016 și are un copil (n. 2019). Părinții lui au studiat medicina, anterior tatăl său fiind un bun jucător de volei (Abgar Haceanov este de origine armeană).  

## Legături externe
- Materiale media legate de Karen Haceanov la Wikimedia Commons
- en Karen Haceanov la Association of Tennis Professionals
- en Karen Haceanov la Olympedia.org